# Katedra w Naumburgu
Katedra w Naumburgu (niem. Naumburger Dom, również Naumburger Dom St. Peter und St. Paul – Katedra Świętych Apostołów Piotra i Pawła w Naumburgu) – dawny kościół biskupa rzymskokatolickiego, siedziba istniejącego od 1029 biskupstwa. Po reformacji, kiedy to miasto przeszło na luteranizm, i po śmierci ostatniego biskupa Juliusa von Pfluga w 1564, katedra stała się własnością parafii ewangelickiej. Pierwszym ewangelickim biskupem został w 1542 Nikolaus von Amsdorf, który był pierwszym luterańskim hierarchą w historii Rzeszy.
Obecnie katedra oprócz funkcji liturgicznych pełni rolę ważnego ośrodka kulturalnego i turystycznego. Pieczę nad utrzymaniem katedry trzyma Zrzeszenie Fundacji Katedr w Naumburgu, Merseburgu i kolegiaty w Zeitz (niem. Vereinigte Domstifter von Merseburg, Naumburg und das Kollegiatsstift Zeitz).
Katedra położona jest w zachodniej części historycznej części miasta Naumburg (Saale) w Saksonii-Anhalt, w Niemczech. Pierwsza, wczesnoromańska, świątynia poświęcona w 1042 istniała do XIII wieku, zastąpiona została późnoromańskim kościołem z 1210–1242, częściowo przebudowanym od ok. 1250–XIV w. w stylu wczesnogotyckim. W obecnym kształcie jest trójnawową bazyliką z transeptem i dwoma chórami od strony wschodniej (z kryptą) i zachodniej, które flankują pary wież. Od strony południowej zabudowania monasterium kanonickiego skupione wokół czworobocznego wirydarza ze skarbcem katedralnym, kaplicą Trzech Króli i dawnym kościołem Najświętszej Marii Panny. Katedra, której architektura łączy późny romanizm z wczesnym gotykiem, kryje wewnątrz cenny wystrój, m.in. dzieła rzeźby gotyckiej – przypisywany Mistrzowi Naumburskiemu zespół figur fundatorów najstarszej katedry (m.in. Ekkehard i Uta, Herman i Regelinda) oraz Grupa Ukrzyżowania i cykl pasyjny zdobiący przegrodę chórową oddzielającą chór zachodni od korpusu nawowego.

## Dzieje

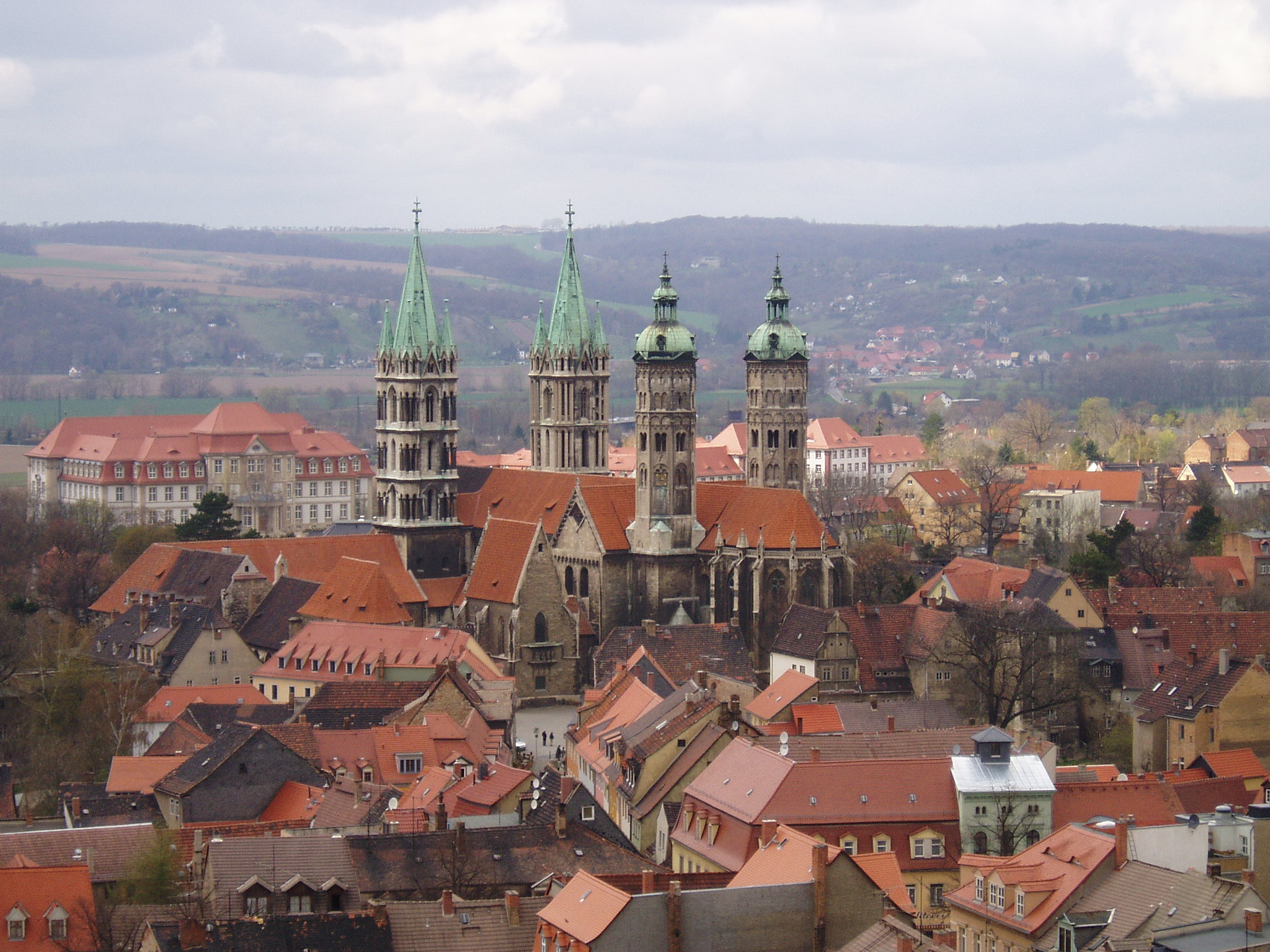
Widok zachodniej części Naumburga wraz z katedrą

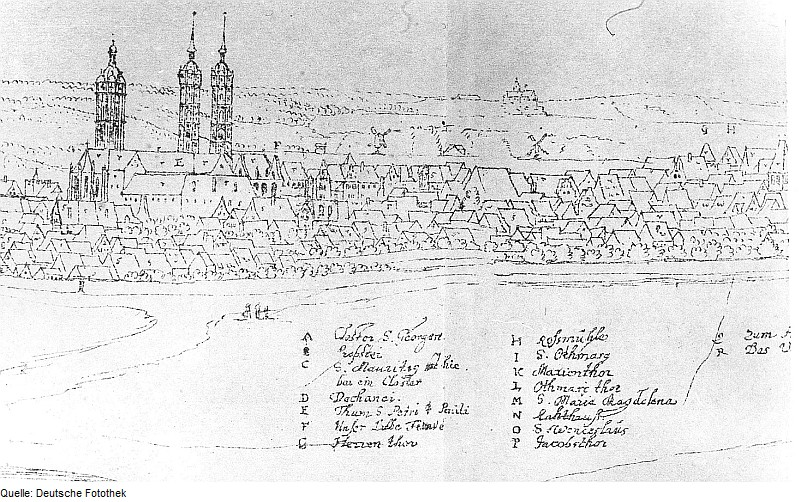
Widok Naumburga z katedrą według Wilhelma Dilichsa (XVII w.)

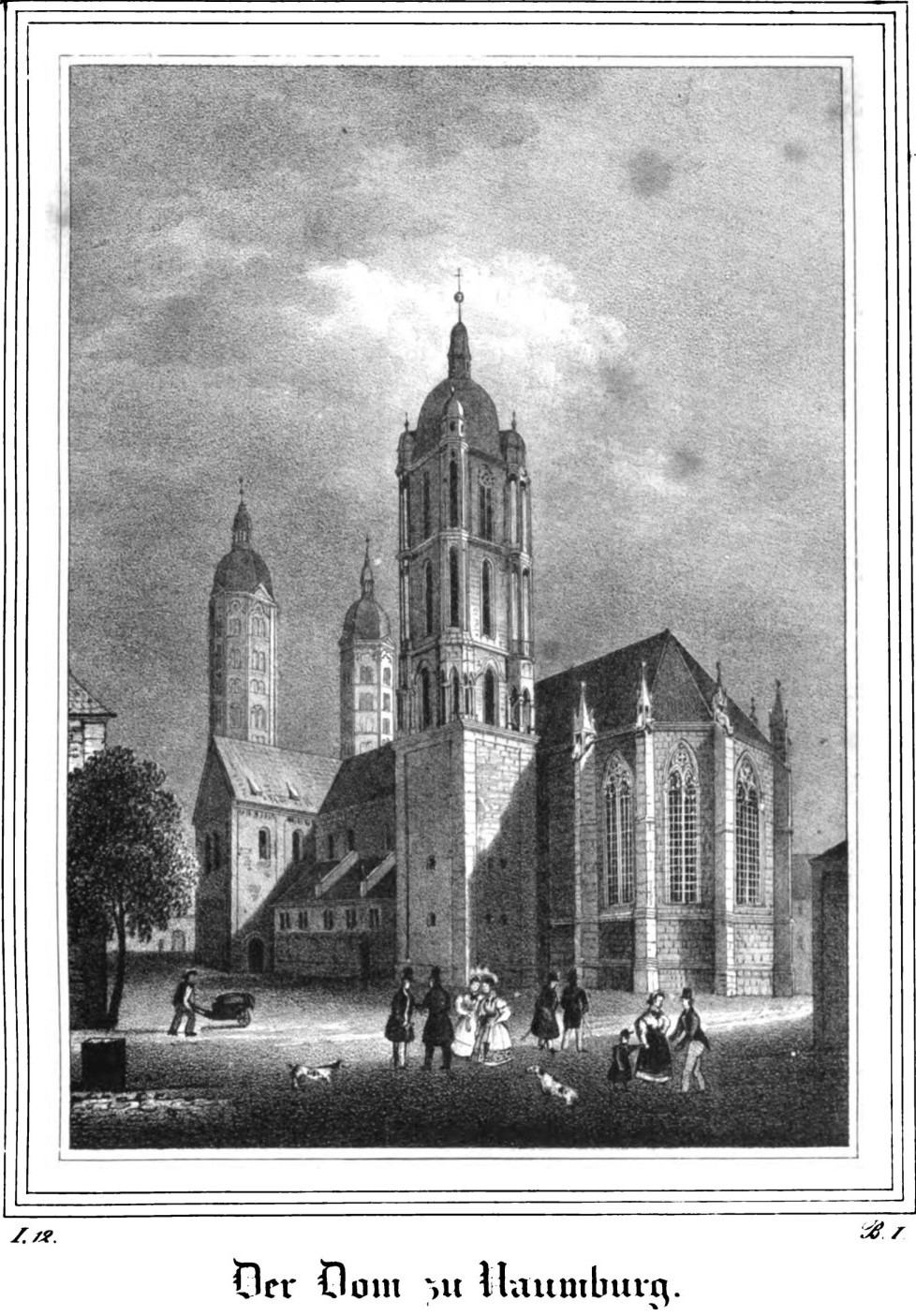
Widok katedry w 1835 r.

### Średniowiecze
Około roku 1000 Ekkehard I (zm. 1002), margrabia Miśni, wzniósł w położonym w zachodniej części Marchii na wzgórzu po prawym wybrzeżu Soławy w pobliżu ujścia rzeki Unstruty zamek margrabiów znany w źródłach jako Newenburg lub Nuwenburg, później nazwany Naumburgiem. Dogodne położenie na skrzyżowaniu traktów handlowych dało asumpt do założenia miasta i kościoła. Jego synowie Herman I i Ekkehard II założyli w zachodniej części miasta kościół Najświętszej Marii Panny, który otrzymał status kolegiaty. O kościele wspomina w roku 1021 biskup Merseburga jako praepositura noviter fundata. W 1028 roku papież Jan XIX zaakceptował przeniesienie z Zeitz do Naumburga siedziby biskupiej. Postulat ten wniósł dwa lata wcześniej król rzymski, a następnie cesarz Konrad II.

#### Katedra wczesnoromańska
Wkrótce po pozwoleniu przeniesienia siedziby biskupiej do Naumburga (zapewne we wczesnych miesiącach 1026 roku) rozpoczęto bezpośrednio przy wschodniej części kościoła kolegiackiego budowę pierwszej wczesnoromańskiej katedry. Budowa miała miejsce za rządów biskupa Hunolda z Merseburga (lata 1036–1050). Wraz z przenosinami biskupstwa z Zeitz, katedrze naumburskiej nadano patrocinium macierzystej diecezji – świętych Piotra i Pawła.
Dzięki badaniom archeologicznym, które przyczyniły się do odkrycia pozostałości wczesnoromańskiego kościoła, możliwa jest rekonstrukcja układu przestrzennego pierwszej katedry. Ponadto pod obecnym chórem zachodnim zachowały się pozostałości kolegiaty zamku Ekkeharda. Kościół był trójnawową bazyliką z transeptem i prezbiterium zamkniętym półkolistą absydą. Katedra miała długość obecnego korpusu nawowego oraz zachodniego przęsła chóru wschodniego. Zakończone absydą przęsło zachodnie flankowane wieżami znajdowało się około 7 metrów na wschód od zachodniej przegrody chórowej. Przęsło nawy głównej stanowiła 1/2 skrzyżowania naw, przęsło nawy bocznej 1/2 przęsła nawy głównej. Wejście główne prowadziło do południowego ramienia transeptu. Nawy boczne były od zachodu zakończone przyziemiami wież. W latach około 1160–1170 w przyziemiach prezbiterium powstała krypta, która została zintegrowana z przyziemiami późniejszej katedry jako część środkowa obecnej trójczęściowej krypty. W skład kompleksu pierwszej katedry wchodziły także dwie kaplice: Trzech Króli oraz św. Mikołaja, ta druga była kaplicą prywatną biskupów naumburskich. Od strony stylistycznej świątynię cechował tak zwany gebundenes System („system wiązany”), typowy dla saksońskich kościołów doby romanizmu, oparty na porządku proporcji, ad quadratum – gdzie wszystkie proporcje bazowały na wielkości kwadratowego skrzyżowania naw.

#### Katedra późnoromańska i gotycka
Za rządów biskupa Engelharda (1207–1242) około 1210 roku dawną katedrę zastąpiono nową budowlą, zachowując jedynie przęsło krypty. Powstał obecny trójprzęsłowy korpus nawowy oparty na systemie wiązanym, obecny transept i prezbiterium o jednym przęśle zamknięte półkolistą absydą, flankowane dwoma kaplicami zamkniętymi także półkolistymi absydami. Kaplice te stanowią przyziemie wież. Od strony zachodniej wzniesiono drugą parę wież. Oprócz prezbiterium (o którego długości i formie wiadomo dzięki zachowanej krypcie) późnoromańska katedra zachowała się do dziś.
W okresie wczesnego i dojrzałego gotyku dokonano dwufazowej rozbudowy świątyni, wzbogacając ją o dwa chóry. Zniesiono romańską kaplicę zamkową z grobami dobrodziejów i fundatorów naumburskiej katedry, by na jej miejscu wznieść chór zachodni o jednym przęśle i poligonalnym zamknięciem (5/8). Ponadto podwyższono wieżę północną o trzy kondygnacje (planowano także nadbudować południową, do realizacji doszło dopiero w XIX w.) Wówczas chór zachodni wzbogacono o kamienne stalle, monumentalną przegrodę chórową, okna zaś wypełniono wczesnogotyckimi witrażami w stylu zygzakowatym. Wyrazem pamięci o lokalnych przodkach było wykonanie naturalnej wielkości pełnoplastycznych figur, które umieszczono przy służkach, których część badaczy przypisuje Mistrzowi Naumburskiemu i jego warsztatowi, działającego wcześniej m.in. w Moguncji, a następnie w Miśni. Prace nad chórem zachodnim trwały do ok. 1260 r.
Około 1300 roku na miejscu wyburzonego późnoromańskiego prezbiterium wzniesiono nowe gotyckie o dwóch przęsłach i poligonalnym zamknięciu (6/10). Zachowano dawną romańską kryptę oraz późnoromańską przegrodę chórową. Wnętrze otrzymało bogaty gotycki wystrój, z którego do dziś zachowało się niewiele, jednakże w niemal całości przetrwał zespół witraży z XIV i XV w.

### Dalsze dzieje
W roku 1532 katedra uległa częściowemu zniszczeniu przez pożar. Ogień strawił niektóre dachy, sklepienia i część średniowiecznego wystroju wnętrza, w tym fragmenty zachodniej przegrody chórowej. W latach 1711 i 1713 wschodnie wieże nakryto obecnymi barokowymi hełmami z latarniami. Barokowy wystrój wnętrza z lat 30. XVIII wieku został niemal całkowicie usunięty w ramach gruntownej restauracji świątyni w latach 1874–1878 w celu przywrócenia świątyni średniowiecznego charakteru. Po 1884 r. wzniesiono planowaną w średniowieczu wieżę południowo-zachodnią, obie wieże nakryto jednolitymi neogotyckimi hełmami. W latach 1936–1940 przeprowadzono badania archeologiczne pod wirydarzem. Wzniesiono w tym czasie budynek wschodnim skrzydle zabudowań kanonickich łączący kaplicę Trzech Króli z przedsionkiem transeptu katedry. W latach 1960–1968 przeprowadzono renowację katedry. Po roku 1989 wymieniono dachy katedry oraz kaplicy Trzech Króli.
W 2018 roku katedrę wpisano na listę światowego dziedzictwa UNESCO.

## Architektura

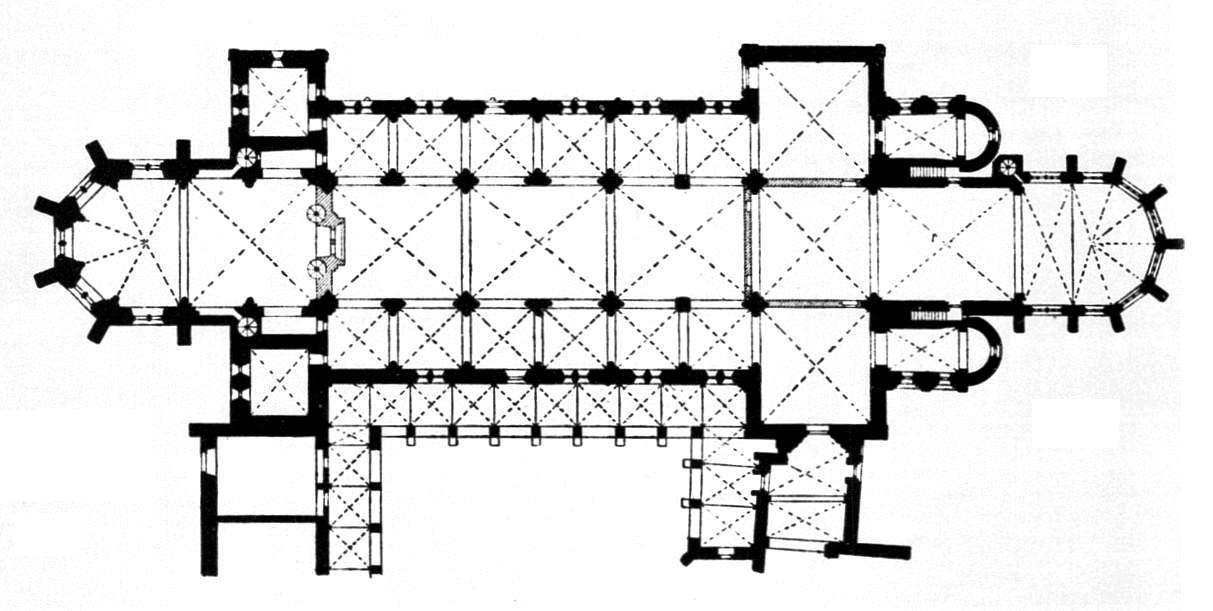
Rzut katedry

Wzniesiony niemal w całości z kamienia i ciosu, zespół katedralny tworzy katedra oraz dawne budynki kanoników i kapituły katedralnej zachowane w całości po stronie południowej i niewielkich fragmentach na północ od świątyni. Cechuje go synteza stylów romańskiego i gotyckiego. Ponadto w niewielkich ilościach zachowały się elementy barokowe i neogotyckie (wynik odbudowy zabudowań ze zniszczeń po pożarze w 1532 puryfikacji i regotycyzacji wnętrza).

### Struktura przestrzenna
Katedra składa się z trzech części – późnoromańskiego, bazylikowego korpusu nawowego z transeptem, wczesnogotyckiego chóru zachodniego oraz gotyckiego chóru wschodniego – prezbiterium. Korpus nawowy wzniesiony jest zgodnie z systemem wiązanym, gdzie trzem przęsłom nawy głównej odpowiada sześć przęseł nawy bocznej. Trójprzęsłowa nawa poprzeczna, choć przestrzennie tworzy integralną całość, jest podzielona przez usytuowanie w obrębie skrzyżowania naw zachodniego przęsła chóru wschodniego poprzedzonego przegrodą chórową. Układ taki podyktowany jest usytuowaniem poniżej romańskiej krypty, której zachodnia część leży również na wysokości skrzyżowania naw. Do wnętrza transeptu można dojść przez nawy boczne. Wejście (jedyne) do katedry od strony południowej prowadzi bezpośrednio do transeptu. Na osi naw bocznych przy wschodnim boku nawy poprzecznej mieszczą się prostokątne kaplice (powyżej wznoszą się wieże) zamknięte półkolistymi absydami.
Prezbiterium składa się z dwóch przęseł, zachodniego późnoromańskiego odpowiadającego proporcjom przęseł nawy głównej i transeptu i węższego gotyckiego, za którym znajduje się poligonalne zamknięcie (6/10) z wysuniętą najdalej na wschód przyporą na osi. Chór zachodni o nieregularnym poligonalnym zamknięciu (5/8) jest jednoprzęsłowy. Przęsło flankuje para wież poprzedzona wąskimi prostokątnymi przedsionkami.

### Elewacje zewnętrzne

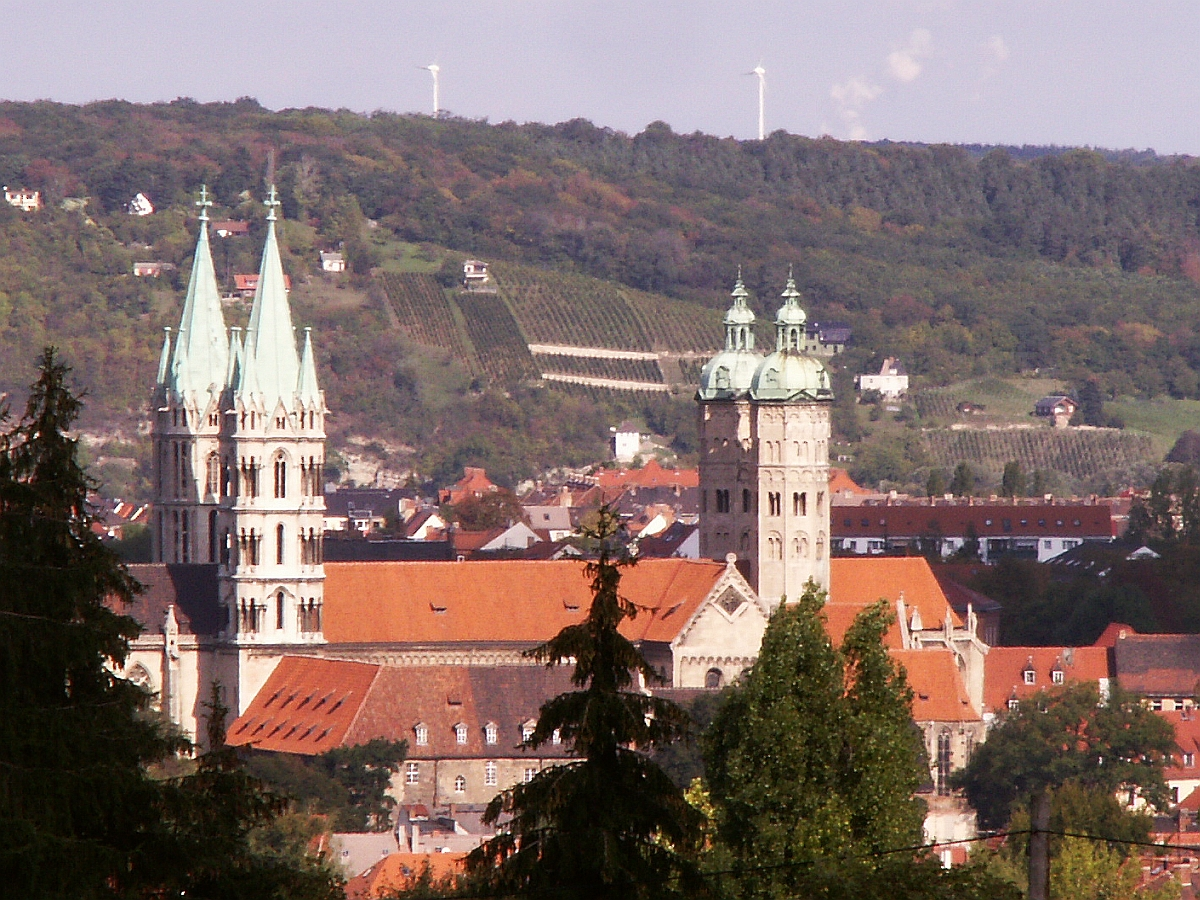
Widok na katedrę od strony południowej

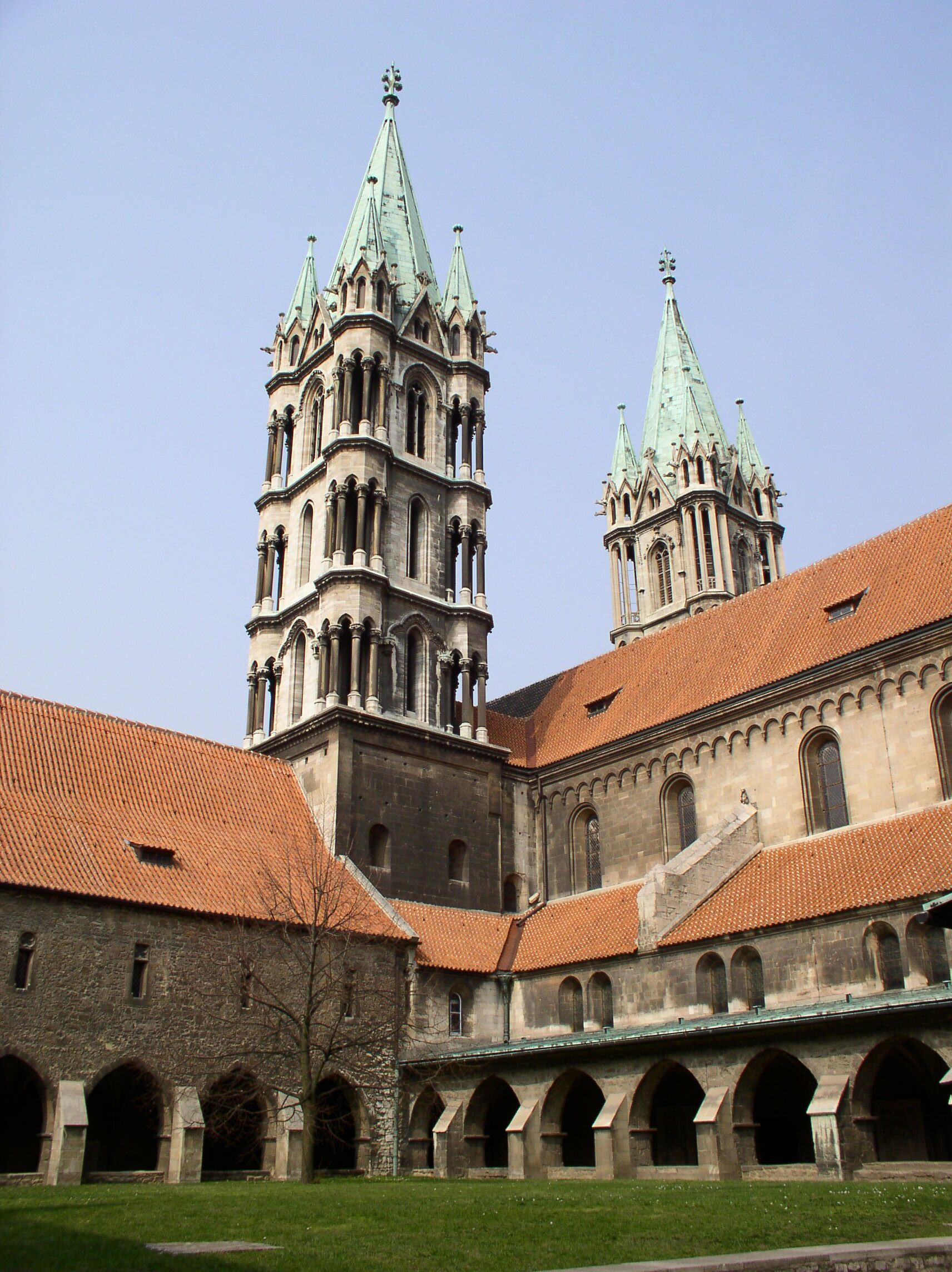
Widok na zabudowania, krużganki wokół wirydarza i wieże zachodnie katedry

Górująca nad panoramą Naumburga katedra z czterema wieżami łączy formy romańskie z gotyckimi. Zarówno późnoromański korpus nawowy i gotyckie chóry cechuje kubiczność bryły, a ich elewacje mają nader skromną dekorację ograniczającą się do zaakcentowania korony murów lateralnych za pomocą fryzów arkadowych. Na szczytach transeptu znajdują się romboidalne płyciny o profilowanych ościeżach z dekoracją ornamentalną.
Ściany korpusu nawowego są przeprute prostokątnymi oknami zamkniętymi półkoliście. Każdemu przęsłu odpowiada para okien nawy głównej i po dwie pary w nawach bocznych. Gotycka architektura obu chórów charakteryzuje się odstępstwem od cech gotyku katedralnego, powściągliwość form architektonicznych podyktowana jest archaizacją charakterystyczną dla architektury wczesnogotyckiej w Saksonii. Oszkarpowane ściany dzielą się na trzy strefy, cokół, część dolną zwieńczoną gzymsem działowym i wyższą górną przeprutą ostrołukowym oknem. Każde okno jest dwudzielne, ozdobione dekoracją maswerkową. Ponad gzymsem wieńczącym niska balustrada. Trójuskokowe przypory wieńczą fiale z przylegającymi do nich gargulcami. Ponadto, trzy najdalej wysunięte na wschód fiale zdobią figury Chrystusa i patronów katedry.
Dwie pary kilkukondygnacyjnych wież cechuje kontrast między surowością ścian w dolnych kondygnacjach i dekoracyjnością (za pomocą form czysto architektonicznych). Wschodnie wieże, które mają plan kwadratu, ponad strefą murów naw przechodzą w ośmiobok. Ich naroża akcentują lizeny. Okna trzech górnych pięter mają formę romańskich biforiów. Ponadto pod gzymsami fryzy arkadowe, przy czym fryz wieńczący najwyższą kondygnację ozdobiony jest gotyckimi trójliściami z noskami. Hełmy barokowe posiadają dwie latarnie. Wieże zachodnie nawiązują w swojej formie do wież katedr w Bambergu (Frankonia) i Laon (Francja). Trzy najwyższe kondygnacje są zaakcentowane wielobocznymi narożnymi wieżyczkami z ostrołukowymi arkadami wspartymi na smukłych filarach. Cechuje je lekkość i ażurowość, w każdej kondygnacji zastosowano odmienną artykulację ścian i dekorację okien i arkad.
Wewnątrz przedsionka, mieszczącym także osobne wejścia na krużganki i wirydarz, znajduje się wejście główne do katedry. Wejście ozdobione jest późnoromańskim portalem wmurowanym w elewację południowego ramienia transeptu. Portal jest dziełem późnoromańskim. W polu ostrołukowego tympanonu płaskorzeźbione przedstawienie Jezusa w mandorli adorowanego przez dwa anioły. Wielouskokowe ościeża zdobią kolumny z kapitelami o przedstawieniach zoomorficznych (głównie ptaki), poniżej strefy archiwolt fryz z liśćmi palmetowymi.

## Wnętrze i jego wystrój

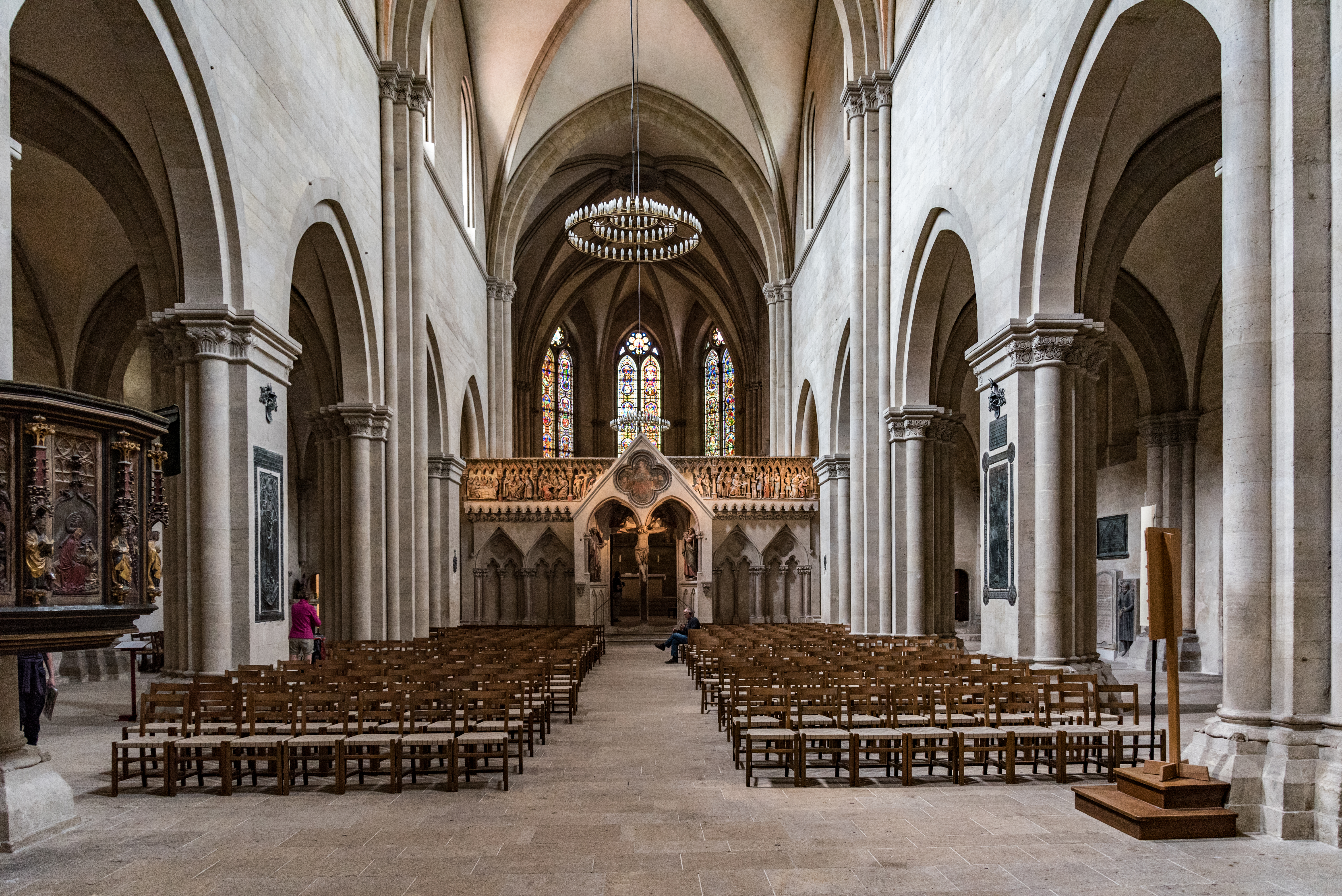
Widok wnętrza w kierunku zachodnim. Pośrodku zachodnia przegroda chórowa

### Korpus nawowy z transeptem
Przestrzeń nawy głównej jest ograniczona od zachodu i wschodu przegrodami chórowymi. Wnętrze jest nakryte sklepieniem krzyżowym i krzyżowo-żebrowym wspartym na służkach przylegających do filarów wiązkowych, lub bezpośrednio do murów lateralnych. Sklepienie każdego przęsła oddzielone jest profilowanymi gurtami wspartych na filarach międzynawowych i lizenach przylegających do ścian. U nasady arkad filary zdobią kapitele z dekoracją roślinną i ornamentalną. Zgodne z porządkiem systemu wiązanego występuje alternacja filarów międzynawowych; filary oddzielające przęsła nawy głównej są wiązkowe, pozostałe o planie kwadratowy, z wyjątkiem pary filarów (wiązkowych) przęsła środkowego. Powyżej arkad międzynawowych ściany nawy głównej są niemalże gładkie, w podłuczach arkad występują parzyste okna. Ascetyczna architektura wnętrza obejmuje także pozostałe miejsca późnoromańskiej części katedry, nawy boczne i transept z kaplicami.
Datowana na 1466 rok drewniana ambona ma formę wieloboku. Ściany zewnętrzne zdobią późnogotyckie płaskorzeźby przedstawiające dwunastoletniego Jezusa nauczającego oraz wizerunki Doktorów Kościoła (zachowały się jedynie postaci świętych Grzegorza i Augustyna). W transepcie przy wschodnich ścianach znajdują się dwa późnogotyckie tryptyki, w północnym ramieniu retabulum pasyjne wykonane przez warsztat Georga Lembergera, w południowym retabulum z cyklem maryjnym z ok. 1500 r. Spośród dzieł o charakterze sepulkralnym m.in. gotyckie nagrobki prepozytów katedry: Burkharda von Bruchterte (zm. 1391) w środkowym przęśle nawy południowej, Johanna von Eckartsberga (zm. 1406) przy północnej ścianie transeptu. Na filarach międzynawowych kilka brązowych płyt nagrobnych z przełomu XV i XVI wieku, wyrób norymberskiego warsztatu Vischerów.

### Wschodnia przegroda chórowa

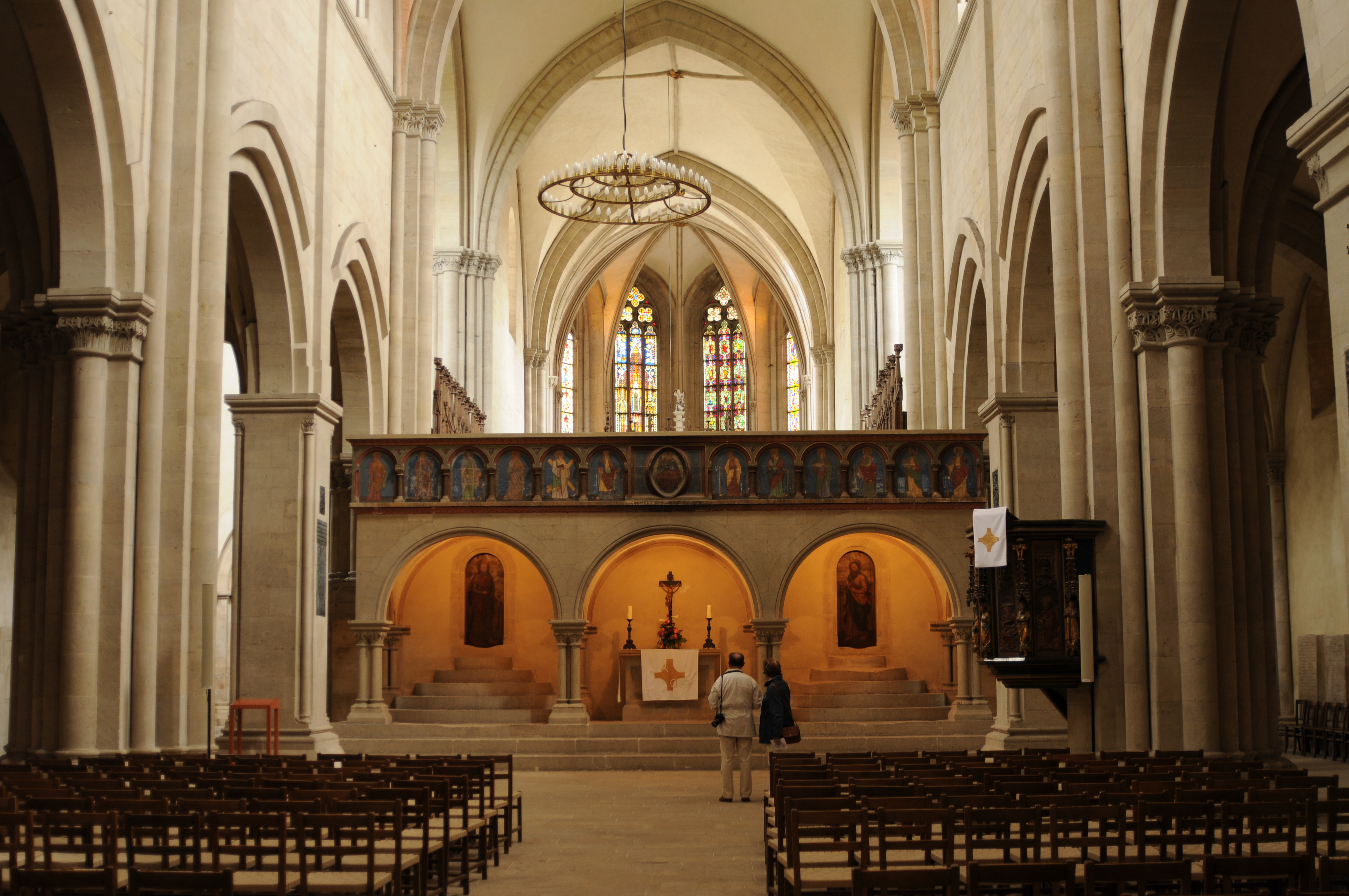
Widok nawy głównej w kierunku wschodnim. Widoczna przegroda chórowa i fragment chóru wschodniego

Wschodnia przegroda chórowa powstała w okresie budowy późnoromańskiej katedry, datowana jest na około rok 1230, należy do najstarszych tego typu obiektów. Od strony nawy głównej poprzedzają ją trójstopniowe schody. Składa się z trzech arkad o półkolistych łukach wspartych na ośmiu podporach na planie kwadratu. Każda z nich składa się z czterech kolumn z przysadzistymi trzonami. Kształt baz i kapiteli jest zbliżony do porządku kompozytowego. Powyżej łuków arkadowych balustrada z polichromowymi postaciami Chrystusa (w płycinie) i Dwunastu Apostołów (w ślepych arkadach). Wewnątrz przegrody pośrodku ołtarz z XIX wieku, flankowany schodami wiodącymi przez niewielkie portale do części prezbiterialnej.

### Krypta

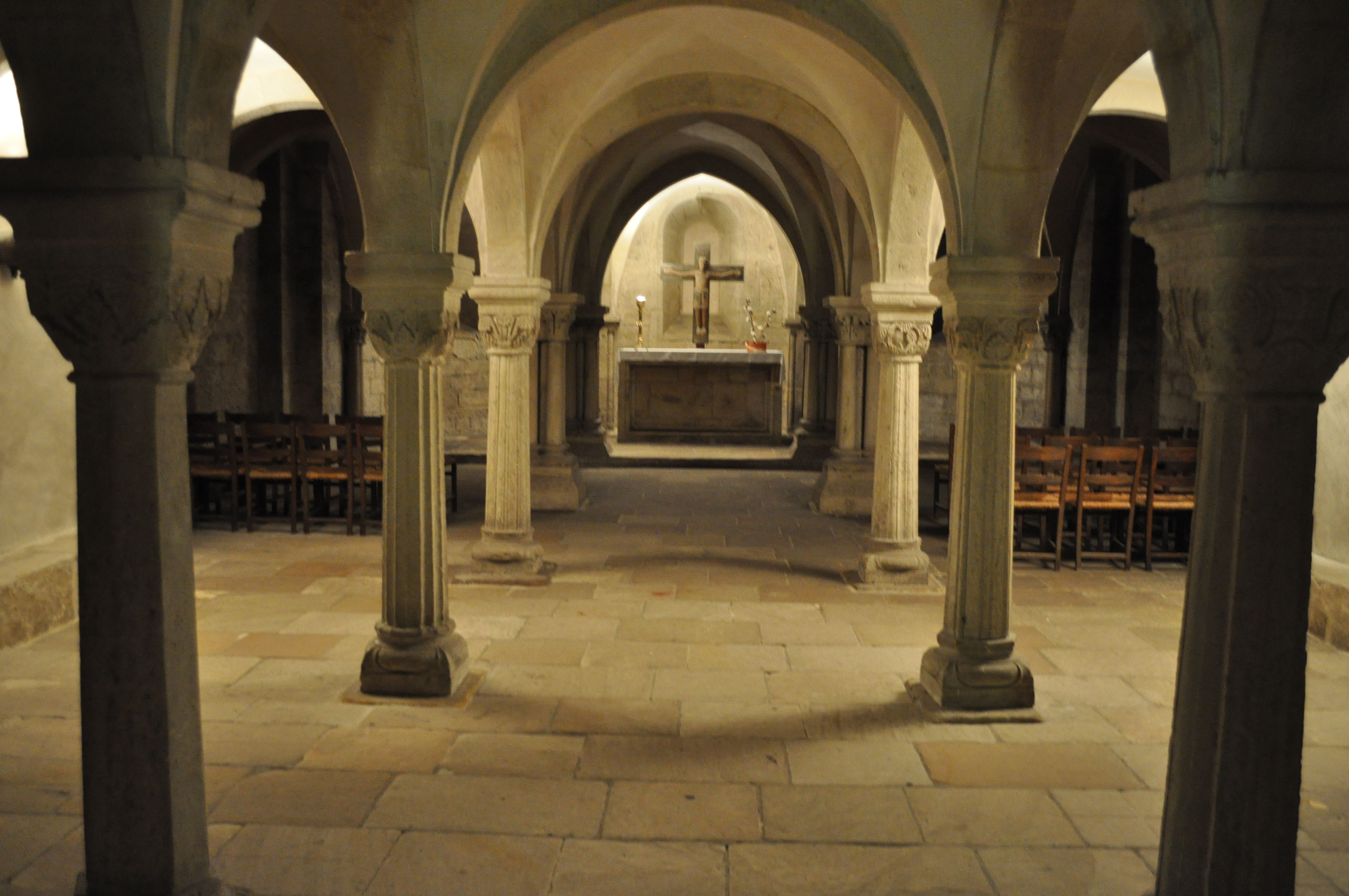
Widok na kryptę

Poniżej chóru wschodniego zachowała się krypta, której plan pozwala wyodrębnić jej części i wiązać z różnymi fazami budowy. Stanowi cenną pamiątkę po dawnej romańskiej katedrze, co więcej wschodnia absyda pozwala odtworzyć długość katedry, zanim powstało obecne gotyckie prezbiterium. Składa się z trzech części, których cechą wspólną jest trójnawowy podział. Od strony zachodniej mieści się dwuprzęsłowy przedsionek, następnie właściwa krypta o regularnym kwadratowym planie, na końcu prostokątna kaplica zamknięta niewielką półkolistą absydą.

### Chór wschodni

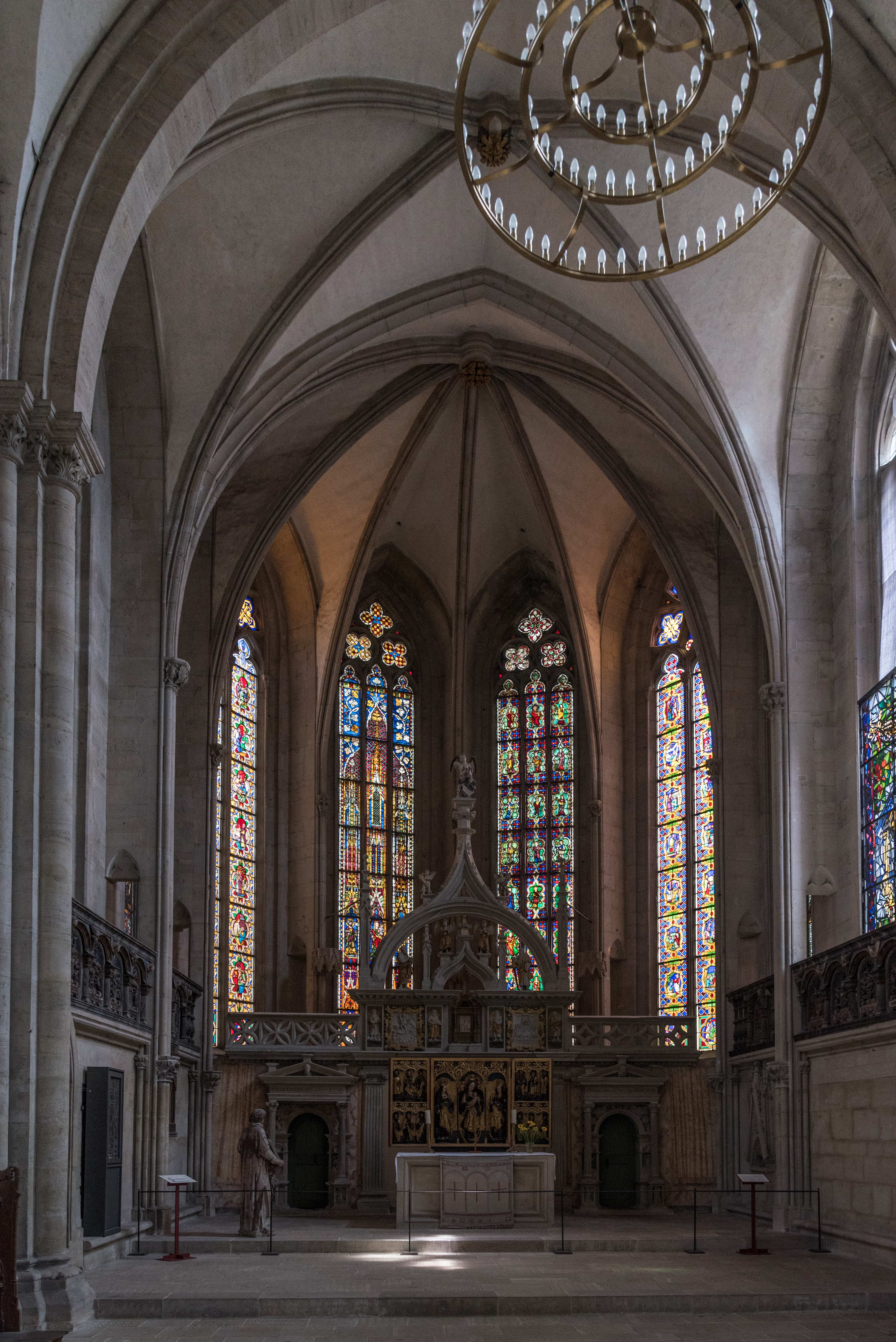
Wnętrze chóru wschodniego

W obrębie chóru wschodniego mieści się skrzyżowanie naw oraz przestrzeń prezbiterialna, składająca się z dwóch przęseł i absydy. Chór nakryty jest sklepieniem krzyżowym i krzyżowo-żebrowym w części wschodniej wspartym na smukłych służkach przylegających do wewnętrznych przypór. Ściany podzielone są na dwie strefy, niższą dolną mieszczącą płytkie wnęki oraz górną sięgającą do sklepień, gdzie mury przeprute ostrołukowymi oknami są cofnięte. Wewnętrzne przypory u dołu przeprute są ostrołukowymi przejściami, stąd u nasady górnej strefy znajduje się ganek z balustradą. Prezbiterium od absydy oddziela przegroda ołtarzowa z trybuną o wysokości równej gankowi. W ten sposób ceremonia liturgiczna była oglądana z góry z trzech stron. Posadzka chóru wschodniego jest usytuowana wyżej w stosunku do reszty katedry (ze względu na kryptę), ponadto jej wysokość wzrasta ku wschodowi; w przejściu między skrzyżowaniem naw a prezbiterium znajdują się cztery stopnie, kolejne dwa przed ołtarzem głównym.

#### Ołtarz główny i witraże
Główny ołtarz tworzy przegroda z trybuną i poprzedzająca go kamienna mensa. Przegroda o formach renesansowych (dwa portale, kanelowane pilastry w porządku jońskim) oraz późnogotyckich (maswerkowa balustrada i łuk arkadowy zdobiący trybunę flankowany smukłymi fialami). Na mensie gotyckie kamienne retabulum z ostrołukowymi arkadami, wewnątrz nich rzeźbione przedstawienia Grupy Ukrzyżowania i postaci świętych Barbary i Katarzyny.
Obok ołtarza kamienna, pełnoplastyczna figura diakona trzymającego pulpit na Ewangelię, łączona z warsztatem Mistrza Naumburskiego. Z tym samym autorstwem łączona jest płyta nagrobna biskupa Dietricha II (zm. 1272) usytuowana na osi schodów prowadzących ze skrzyżowania naw do prezbiterium. Tenże hierarcha jest autorem dokumentu, dzięki któremu powstały posągi chóru zachodniego, które prawdopodobnie wyszły z fundacji biskupiej.
Okna absydy zdobią gotyckie witraże. Na osi okna z postacią tronującej Marii oraz Żywot Marii z XIV w. Po stronie północnej cykl Pasji Chrystusa, południowej cykl Credo Apostolorum – XV w.

#### Zespół stalli

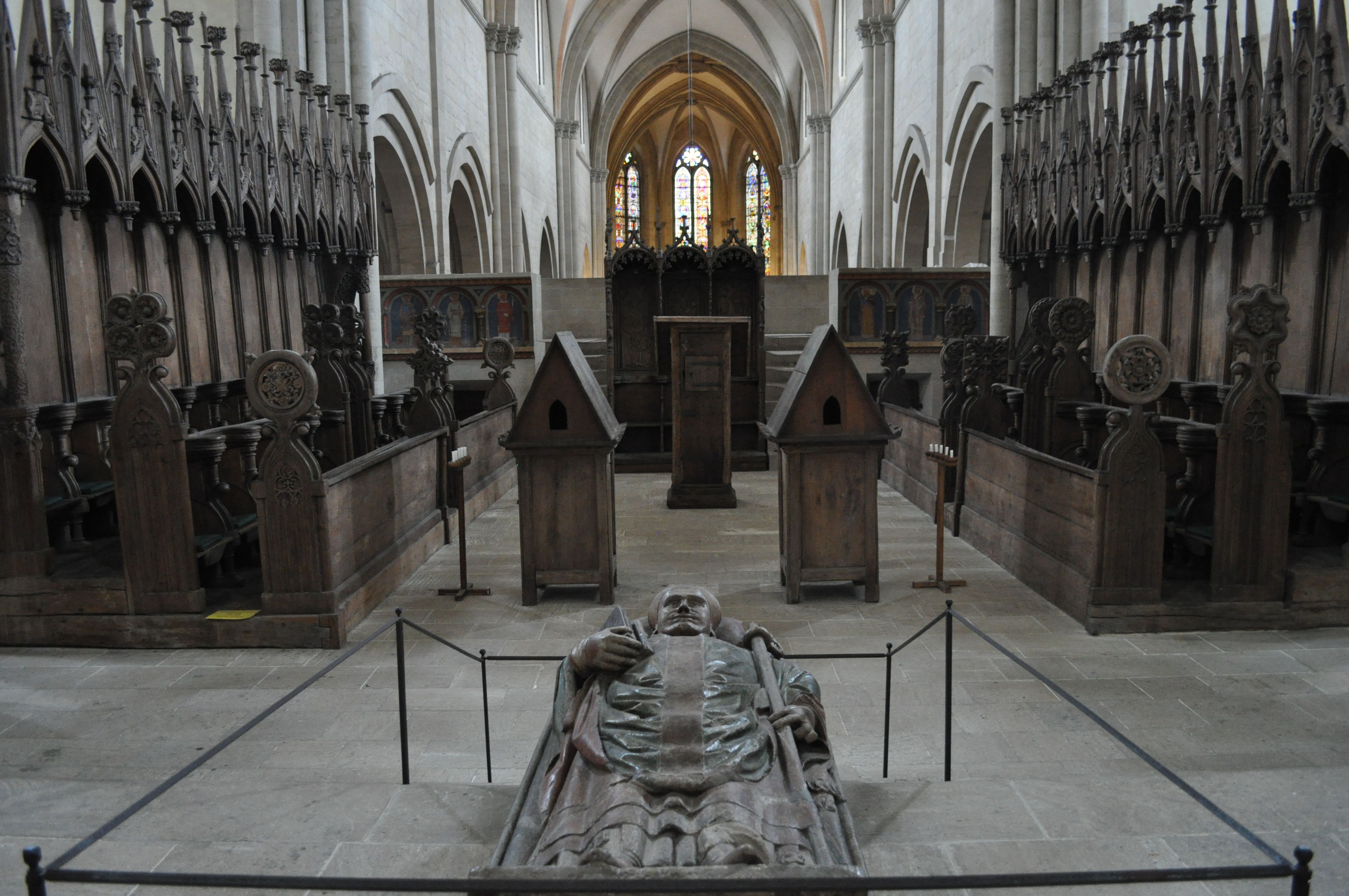
Wnętrze chóry wschodniego z widocznymi stallami chórowymi i biskupimi. Na pierwszym planie nagrobek biskupa Dietricha przypisywana warsztatowi Mistrza Naumburskiego

W obrębie chóru wschodniego znajduje się zespół drewnianych gotyckich stalli z XIII-XIV w. Najstarsze pochodzą ze schyłku XIII wieku, składające się z czterech siedzisk. Zaplecki tworzy rząd czterech ostrołukowych arkad, wspartych na kolumienkach o kielichowych kapitelach. Skromna dekorację tworzą motywy roślinne zdobiące ścianki boczne oraz kapitele kolumienek. Przy ścianach bocznych stalle chóru z przełomu XV i XV stuleci, późnogotyckie z ozdobnymi oślimi grzbietami, wimpergami i pinaklami wzbogaconymi płaskorzeźbionymi motywami roślinnymi i zoomorficznymi. Siedziska odgrodzone są ściankami z ozdobnymi kwiatonami i dekoracją maswerkową. Przy przegrodzie chórowej prostopadle ustawione stalle biskupie o trzech siedziskach. Na ścianie pośrodku Jezus, do którego zwracają się Piotr i Paweł. Baldachim zdobi dekoracja architektoniczna (arkady z maswerkami, czołganki, fiale, kwiatony).

### Zachodnia przegroda chórowa

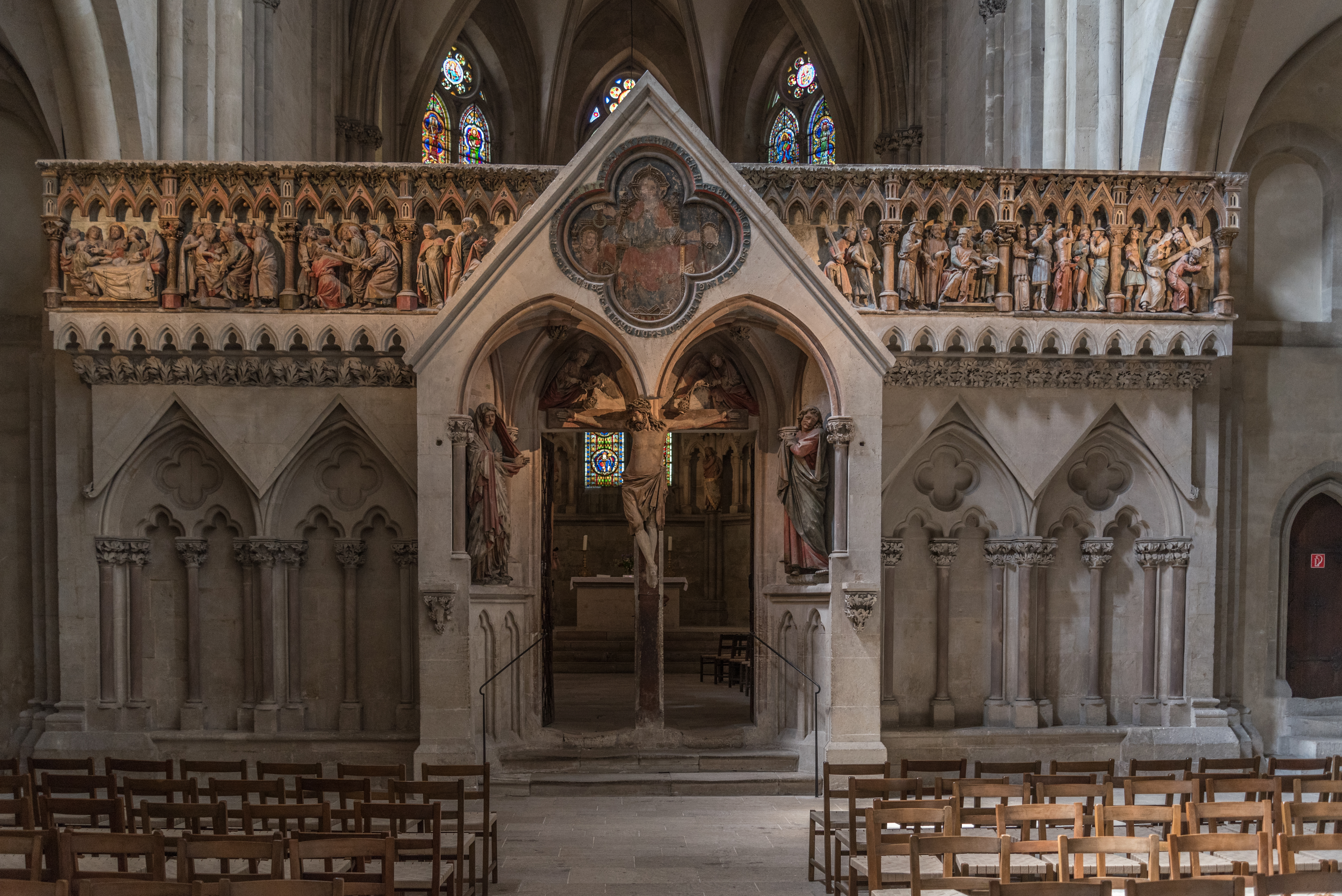
Zachodnia przegroda chórowa z widocznym portalem z Grupą Ukrzyżowania, reliefami z cyklem pasyjnym oraz kolumnami z kapitelami roślinnymi

Do chóru zachodniego przechodzi się przez monumentalną przegrodę, która wraz z posągami dobrodziejów i dekoracją architektoniczną należy do czołowych osiągnięć rzeźby europejskiej doby gotyku. Poszczególne figury, reliefy i elementy rzeźby architektonicznej łączy silne podobieństwo stylowe, formalne, a ponadto tworzą określony program ikonograficzny i treści ideowe. Koncepcja dzieła i wykonanie dekoracji zachodniego chóru są dziełem prawdopodobnie artysty i jego warsztatu zwanego Mistrzem Naumburskim lub też grupy wybitnych artystów, rozbieżność ta wynika z długoletniego sporu historyków sztuki o autorstwo przegrody i dekoracji zachodniego chóru.
Przegroda ma formę lektorium z trybuną u góry, do której prowadzą spiralne schody, mieszczące się w dwóch wielobocznych klatkach schodowych od strony chóru. Klatki mają ażurową formę; na stopniach wznoszą się smukłe kolumienki z bazami i ozdobnymi liściastymi kapitelami. W najwyższej części kolumienki połączone są ostrołukowymi arkadami, z trójliściami. Od strony nawy przegroda ma formę ściany przerwanej pośrodku monumentalnym portalem z podwójnym przejściem do chóru. Wsparta na niskim cokole ściana jest wzbogacona dwoma parami wnęk zwieńczonych trójkątnie, każda z nich mieści ostrołukową arkadę z parą mniejszych arkad zamkniętych trójlistnie. Gradacja wysokości i głębokości arkad ściany znacznie uplastyczniają dolną strefę przegrody, którą cechuje powściągliwe zastosowanie dekoracji rzeźbiarskiej którą tworzą kapitele i ozdobny fryz.
Poszczególne motywy roślinne tworzące kamienną dekorację przegrody zostały wyrzeźbione w pełni naturalistycznie, odtwarzając właściwości morfologiczne, zarówno liści jak wyłaniających się z gałązek i łodyg owoców. Dobór gatunków roślin jest uzasadniony symboliką o charakterze chrysto- i mariologicznym. Oprócz winnej latorośli, która zdobi zarówno fryz i kilka kapiteli, pozostałe kapitele zdobią liście m.in. dębu, orzecha, bylicy pospolitej.
Powyżej mieści się wysunięta przed lico ścian trybuna z kamienną balustradą, która od zewnątrz jest ozdobiona reliefami z przedstawieniami tworzącymi cykl pasyjny.

#### Cykl pasyjny
Cykl pasyjny tworzy zespół ośmiu przedstawień figuralnych w architektonicznej scenerii, którego narracja biegnie od lewej strony. Są to Ostatnia wieczerza, Judasz przyjmujący srebrniki, Pojmanie Chrystusa, Zaparcie się Św. Piotra, Chrystus przed najwyższym kapłanem, Jezus przed Piłatem, Biczowanie i Niesienie Krzyża. Przedstawienie Ostatniej Wieczerzy jest syntezą dwóch wątków z Ewangelii Mateusza (Mt 26,23) i św. Jana (J 13,26). Artysta uprościł przedstawienie, ograniczając je do Jezusa i pięciu apostołów zasiadających przy stole z chlebem i winem, z których jeden – Judasz – zasiada tyłem do widza. Tenże dynamizuje kompozycję swoim upozowaniem i dysharmonizuje całość; fałdy obrusu są najbardziej pomarszczone na wysokości kolan Iskarioty. Każdego z apostołów cechują indywidualne rysy twarzy, odmienny strój. Ze szczególnym dramatyzmem i realizmem rzeźbiarz ukazał moment karmienia Judasza przez Chrystusa, dając tym zapowiedź dwóch następnych scen. Przedstawienie Judasza przyjmującego srebrniki, o czym wspomina św. Mateusz (Mt. 26 14–15), jest zobrazowaniem tragedii ludzkiej porażki, jaką jest uległość i oszustwo za sakiewkę pieniędzy. Scena ta przedstawia moment zdrady Judasza i przyjęcia srebrników z rąk najwyższego kapłana. Odtąd w następnych scenach pojawiać się będą Żydzi w charakterystycznych szpiczastych czapkach. Głównymi bohaterami wspomnianego przez św. Łukasza (Łuk 28,48) i św. Jana (J 18,10) wydarzenia Pojmania Chrystusa są stojący pośrodku Jezus i Judasz dający Mu zdradziecki pocałunek, na co jeden z żydowskich oprawców reaguje gwałtownie targając szaty Zbawiciela (w prawej ręce trzyma miecz w opasanej pochwie, co jest symbolem prawnych przywilejów żołnierza). Trzecim głównym bohaterem jest święty Piotr ucinający mieczem ucho Malchusowi. Artysta zgrupował oprawców po lewej, apostołów po prawej stronie Jezusa. Scenę Zaparcia św. Piotra dzieli na dwie części szczyt portalu. Po lewej stronie ukazany jest apostoł i służąca, co jest odniesieniem do pierwszego zaparcia (Łuk. 22, 55–57), po prawej dwaj żołnierze, z których jeden szepcze do drugiego, co ma powiązanie z trzecim zaparciem apostoła (Łuk. 22, 59–62). Kolejną syntezą dwóch biblijnych wątków (Mt 27 12 i Mt 27,24) jest następna scena Jezus przed Piłatem. Po lewej stronie ukazano Jezusa prowadzonego i oskarżanego przez najwyższego kapłana, który oddaje zarzuty Piłatowi. Namiestnik ukazany jest podczas umywania rąk, nerwowo reagując na zarzuty kapłana. Pomiędzy rozgniewanymi stoi Jezus, który ze spokojem i pełen świadomości przypuszcza zbliżającą się nieuniknioną mękę. Dwie ostatnie sceny z przegrody, ilustrujące epizody z Męki Chrystusa, Biczowanie i Niesienie Krzyża są wykonane z drewna w 1737 na miejscu wczesnogotyckich zniszczonych przez pożar w 1532.

#### Grupa Ukrzyżowania
Wewnątrz portalu przegrody chórowej umieszczono kulminacyjny wątek Męki Chrystusa, jego śmierć krzyżową. Ramiona krzyża na którym wisi Chrystus tworzą trumeau i nadproże portalu, a głowa Chrystusa zajmuje dolną część tympanonu, powyżej w jego polu płaskorzeźbione anioły okadzający zmarłego Zbawiciela. Figura Chrystusa stanowi klucz całości przegrody i punkt wyjścia dla programu ikonograficznego dekoracji chóru zachodniego. Dokonano tu syntezy tradycji ołtarzy poprzedzających przegrodę chórową oraz specyficznej dla Saksonii odmiany umieszczania na belce tęczowej Grupy Ukrzyżowania (m.in. katedra w Halberstadt, kościół w Wechselburgu). Po bokach Chrystusa stoją Maria i św. Jan Ewangelista. Ze szczególnym dramatyzmem i naturalizmem ukazano agonię Chrystusa i grymas cierpienia Marii i św. Jana. Na twarzy Chrystusa oprócz śladów męki i cierpienia rysuje się grymas zmęczenia i bólu, jednakże żywo i ze wzruszeniem spogląda na współcierpiącą Marię, która nie spogląda na Niego, lecz kładzie dłoń na piersi. Święty Jan spogląda za siebie, nie ukrywając poruszenia dramatem Męki. Złożone ręce zakrywa pod płaszczem. Ekspresyjnie pofałdowane szaty potęgują dramatyczność przedstawienia. Wbudowanie w lektorium Chrystusa Ukrzyżowanego jest odniesieniem do Jego wstawiennictwa za zmarłych dobrodziejów katedry. Umieszczenie krucyfiksu na trumeau wiąże się m.in. z uroczystą celebracją przejścia do chóru zachodniego któremu towarzyszyła adoracja Chrystusa, oparta na cysterskiej doktrynie o bezpośrednim uczestniczeniu wiernych w obrzędach upamiętniających Pasję.
Ponad podwójną arkadą, na trójkątnym szczycie ukazano malowanego Chrystusa na tronie z Marią i św. Janem po bokach, co ma związek z powyższą Grupą Ukrzyżowania w portalu. Jest to symboliczne ukazanie Paruzji i Sądu Ostatecznego. Poświadcza to inskrypcja na obramującym ten obraz czworoliściu napisana wczesnogotycką majuskułą: „Sędzia tutaj na tronie rozdziela dobro (owce) od zła (baranów). Czy jego Sąd będzie surowy lub miłosierny, to jest nieodwołalne”.

### Chór zachodni
Chór zachodni tworzy zamknięta przestrzeń nakryta sklepieniem krzyżowo-żebrowym, wspartym na profilowanych służkach, przęsła oddzielają profilowane gurty. Ściany podzielone są na dwie strefy, niższą dolną mieszczącą płytkie wnęki oraz górną sięgającą do sklepień, gdzie lico murów jest cofnięte. W obrębie przęsła strefę dolną tworzą stalle, powyżej nich znajduje się ciąg arkad z wnękami, a następnie lico murów. Na wysokości gzymsu wieńczącego dolną strefę zostały postawione przy służkach posągi fundatorów flankowane ostrołukowymi arkadami. Figury są dziełem Mistrza Naumburskiego i innych anonimowych artystów, związanych z warsztatem głównego twórcy. Posadzka w części wschodniej jest wyższa o cztery stopnie.
Chór zachodni zachował jednolity wystrój wnętrza z połowy XIII wieku, który tworzą stalle, witraże, częściowo zachowane płyty nagrobne przylegające do ścian i zespół figur fundatorów katedry które z bogatą rzeźbą architektoniczna tworzą spójną całość. Sklepienie zamknięcia chóru zdobi zwornik z bogata dekoracją którą tworzą koncentrycznie ułożone, liście i owoce winnej latorośli, cechujące naturalistycznym ich odtworzeniem.

#### Stalle kamienne
Przy ścianach bocznych chóru znajdują się kamienne stalle; w dolnej strefie umieszczono drewniane siedziska z XVI wieku. Powyżej mieszczą się głębokie nisze oddzielone kolumienkami z kapitelami o bogatej, naturalistycznej dekoracji roślinnej. Nisze zwieńczone są ozdobnymi baldachimami o formach architektonicznych, gdzie wielokrotnie zastosowano repetycje form takich jak ostre łuki, wieżyczki, krenelaże etc. Ich formy mają zarówno formy archaizujące (przedromańskie i romańskie), jak typowe dla ówczesnej gotyckiej architektury; jeden z baldachimów (ponad posągiem Gepy) niemal cytuje formę wież zachodnich katedry naumburskiej. Strefę wyższą stanowi arkatura – ciąg arkad z wnękami wspartych na kolumienkach. Każdą ostrołukową arkadę, w którą wpisany jest trójliść wieńczy wimperga. Niewykluczone, że w niszach mocowano świece, a także relikwie, które wystawiano w celu nadania rangi celebracji pamięci o fundatorach.

#### Posągi fundatorów

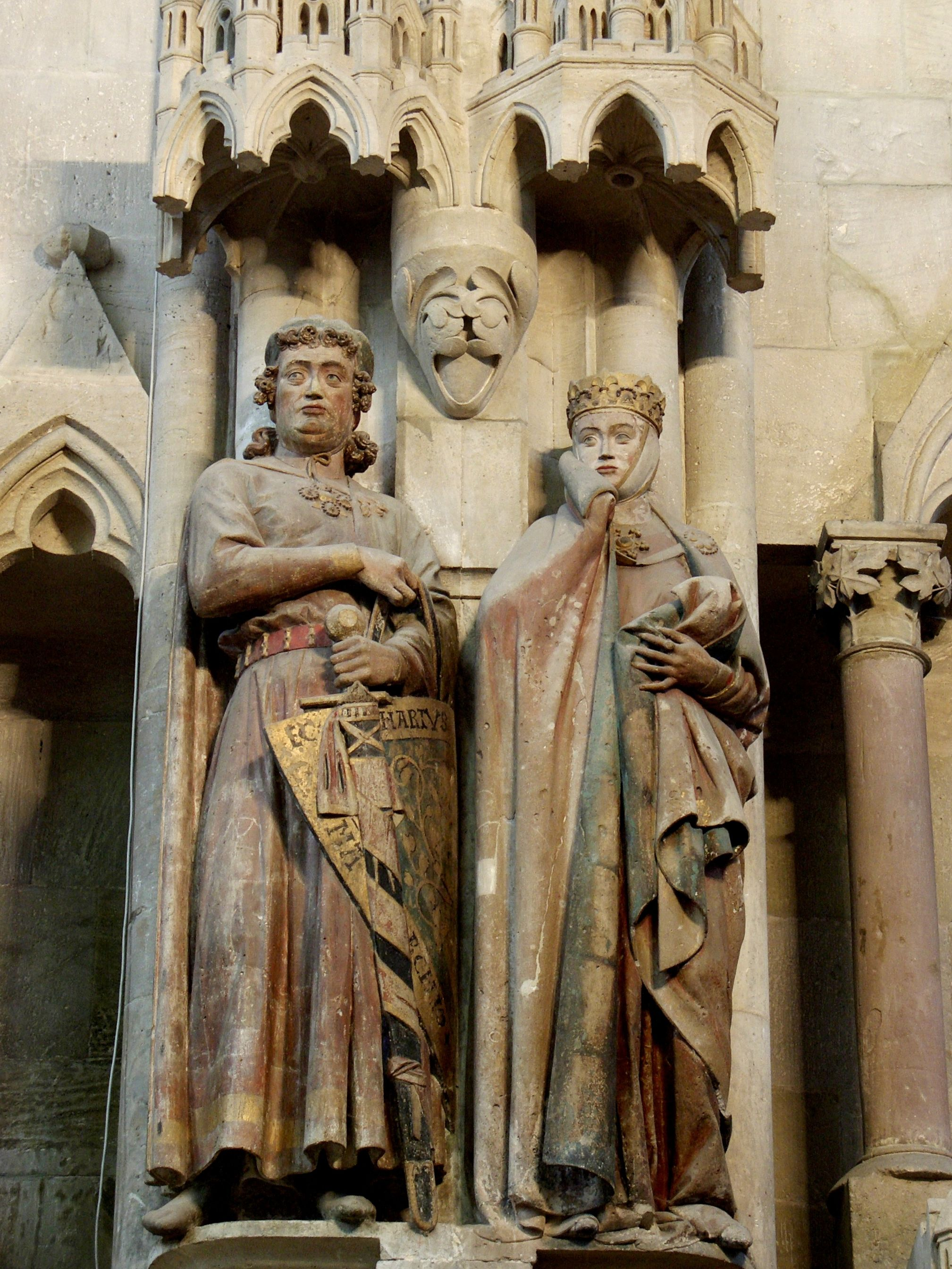
Ekkehard i Uta

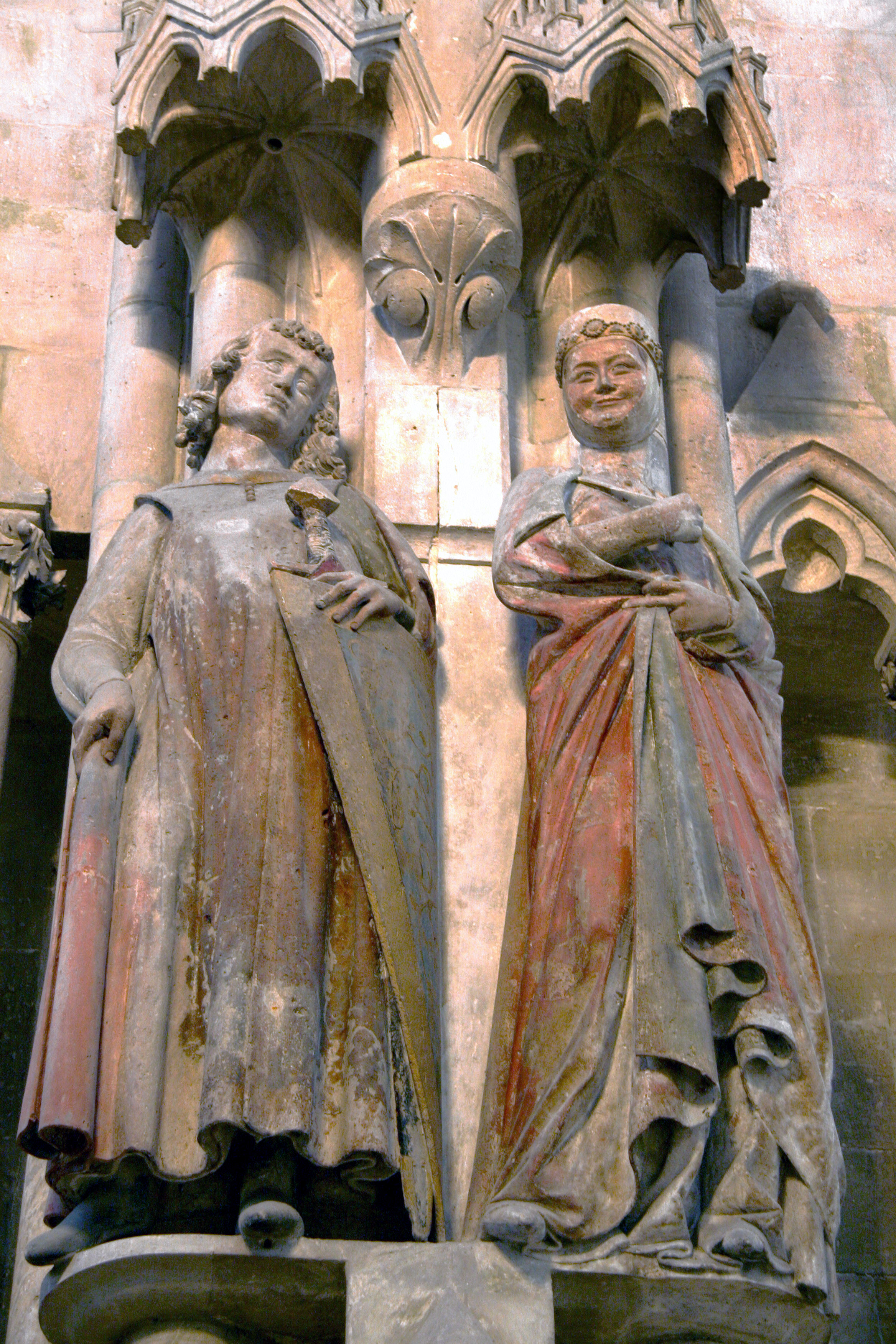
Hermann i Regelinda

Przy służkach umieszczone są monumentalne, naturalnej wielkości figury dobrodziejów dawnej katedry naumburskiej. Każda z nich wykonana jest z jednego bloku kamiennego, stoi na okrągłej bazie. Wyżej, ponad głowami fundatorów, znajdują się ozdobne baldachimy o wyszukanych formach architektonicznych nawiązujących do wczesnogotyckich, każdy z nich ma formę ażurowej, wielobocznej wieży, przy czym każdej z nich artysta nadał własną formę. Są to pierwsze w Rzeszy dzieła mikroarchitektury, co więcej forma baldachimów ma pewne analogie do architektury wież katedr XII i XII wieku, m.in. laońskiej, bamberskiej i naumburskiej.
Na podstawie trzech źródeł, którymi są wspomniany dokument biskupa Dietricha II, obituaria – spisy uniwersarzy wymieniające dobrodziejów, do których należy się modlić, oraz inskrypcje na tarczach, ich tożsamość została zidentyfikowana, aczkolwiek w kilku przypadkach identyfikacja jest dyskusyjna. I tak po północnej stronie chóru to: Dietrich von Brehna lub – (według Wolfganga Hartmanna) – Ludwik Skoczek, Gepa albo Adelajda von Camburg (żonę grafa Dietmara von Selbold-Gelnhausen), Ekkehard II i Uta; po południowej stronie: Gerburg lub Berchta albo – według Hartmanna – Adelajda (żona Ludwika Skoczka), Konrad albo Dietrich von Brehna, Herman i Regelinda; w absydzie chóru: Dietmar; Hartmann (identyfikowany z grafem Dietmarem von Selbold-Gelnhausen), Sizzo von Käfernburg, Wilhelm von Camburg oraz Timo von Kistritz (według Hartmanna: syn grafa Dietmara von Selbold-Gelnhausen). Postaciom zostały nadane indywidualne rysy twarzy, upozowanie, wyrafinowana gestykulacja, wytworne kostiumy i uzbrojenie. Stało się to podstawą do interpretacji, w której dostrzega się wątku dworskiego. Jest to dworska opowieść o obyczajach prawdziwego rycerza chrześcijanina.
Każda figura przedstawia historyczną postać z dwóch stuleci wstecz. Autorzy rzeźb położyli nacisk na realizm zarówno w anatomii i kostiumologii. Ponadto uwzględnione zostały pewne cechy o charakterze rodzajowym i psychiczny wymiar; uwzględniono rozmaite stany emocjonalne, wyrazy twarzy podkreślające cechy charakteru. Zobrazowane są tu nie tylko indywidualne cechy postaci, lecz także pewna wiedza na temat dobrodziejów, co w pełni poświadcza postać Dietmara, który osłania tarczą swoją twarz, a jednocześnie podejmuje walkę wyciągając miecz. Inskrypcja na tarczy brzmi: DITMARVS COMES OCCISVS (Hrabia Dietmar, którego zabito). Hrabia ukazany jest tu w decydującym momencie tuż przed jego śmiercią. Inskrypcja na tarczy Syzza von Schwarzburg-Käfernburg SYZZO COMES DO jest tłumaczona w kilku wersjach, jako hrabia Turyngii, lub hrabia Syzzo, dobroczyńca (DONOR). Dobroczyńca trzyma przepasany miecz do góry, ponad ramionami, co może charakteryzować go jako sędziego. Być może osoba ta odnosi się także do patrona katedry św. Pawła. Wilhelm von Camburg przyjmuje nietuzinkowe upozowanie, zakrywając w płaszczu zaciśniętą prawą pięść, lewą ręką swobodnie podtrzymuje wsparty na ziemi miecz i tarczę, która ma najlepiej zachowaną dekorację malarską i inskrypcję o treści WILHELMVS COMES VNVS FUNDATORVM. Kolejny dobroczyńca – THIMO DE KISTERICZ, QVI DEDIT ECCLESSIAE SEPTEM VILLAS (Thimo von Kistritz, który podarował (naumburskiemu) kościołowi siedem wiosek) ukazany jest w stanie gniewu, kierując jednoznacznie wzrok w stronę Ekkeharda, który zlecił zamordowanie (1034) hrabiego Dytryka, ojca Thima. Artysta ukazał żądzę zemsty na mordercy.
W miejscu szczególnie wyróżnionym – przejściu z przęsła do strefy ołtarzowej – stoją dwie pary dobrodziejów, którym towarzyszą żony. I tak przy ścianie północnej stoją Ekkehard II i jego żona Uta, vis-à-vis starszy brat Hermann z Regelindą.
Wielokrotnie i różnorodnie interpretowani Ekkehard i Uta jako przedstawiciele arystokracji ubrani są w wytworne kostiumy z ozdobnymi broszami i innymi elementami biżuterii. Książę trzyma tarczę lekko z boku, ostentacyjnie pokazuje owinięty pasem tkaniny miecz na znak, że ma władzę ustanawiania i wykonywania prawa. Jego twarz ukazuje władcę w sile wieku, nieco otyłego, lecz energicznego; przedstawienie sugeruje, iż jest osobą zdecydowaną i mającą realną władzę. Uta, która w dobie romantyzmu i nacjonalizmu postrzegana była jako ideał Niemki, ukazana została jako osoba szlachetna i piękna, lecz sprawia wrażenie podobnie jak jej małżonek osoby wyniosłej, pewnej siebie, wysoko nobilitowanej arystokratki. W sposób ostentacyjny podnosi owiniętą płaszczem prawicę, zakrywając lekko prawy policzek, dając do zrozumienia iż jest niezależna, także od Ekkeharda. Wraz z innymi „wizytówkami” średniowiecznej sztuki Rzeszy, m.in. Jeźdźcem Bamberskim i Lwem Brunszwickim – postać Uty jest „ikoniczna” – wielokrotnie i w sposób różnorodny obrazowana i popularyzowana w niemieckiej sztuce, literaturze i przedmiotach codziennego użytku głównie XIX i XX w.
Naprzeciwko stoją Herman i Regelinda. Margrabia ma odkrytą głowę, rozpuszczone włosy o dynamicznych lokach. W przeciwieństwie do Ekkeharda, ukazanego tu jako wojownika i władcę, Hermann wygląda na osobę nastawioną pokojowo. Miecz ukrywa pod tarczą; widoczne są tylko rękojeść, jelec oraz dolna część pochwy. Tarczę zdobi ozdobny ornament, nie zachowała się niestety inskrypcja. Paradoksem jest nadanie młodszemu od Hermana Ekkehardowi rysów osoby wiekowo starszej. W obituariach starszy brat Hermann jest wspomniany tylko jako dobrodziej i canonicus, zaś Ekkehardowi artysta nadał rysy osoby znaczącej, władcy. Starszego z braci cechuje rycerskość w wydaniu dworskim, tenże spogląda na swoją małżonkę. Regelinda została ukazana tu jako dama dworu. W przeciwieństwie do Uty na jej twarzy rysuje się wyraz radości, podobnie jak żona Ekkeharta twarz ma ściśle okrytą welonem i na głowie ma ozdobną książęcą koronę. W rękach trzyma swój płaszcz o plastycznie ukształtowanych fałdach. Postać Regelindy należy do najsłynniejszych poloników w sztuce europejskiej. Znana w literaturze popularnej, jak również naukowej jako „śmiejąca się Polka”, Regelinda była drugą córką księcia i króla Bolesława Chrobrego, która wyszła za Hermana w 1002. Piastówna kieruje swój wzrok i uśmiech nie tylko ku małżonkowi (głowa lekko skierowana ku Hermanowi) i innym dobrodziejom (zwłaszcza Ekkehartowi i Ucie), lecz także ku wszystkim wiernym i obecnym w chórze.
Kiedy duchowieństwo Naumburga przed połową XIII stulecia ponad dawną fundacją Ekkeharda zdecydowało wznieść zachodni chór i udekorować go figurami dobrodziejów, od śmierci fundatorów minęło ponad 150–200 lat. Trzy wspomniane źródła wspominają o postaciach, jednakże bez szczegółów, które miały stać się podstawą nadania postaciom daleko idącej indywidualizacji. Co więcej, nic nie wiadomo na temat domniemanego mauzoleum mieszczącego się we wcześniejszej świątyni, a w zachowanych wcześniejszych dziełach o charakterze sepulkralnej wizerunki nie odznaczają się aż tak daleko idącą indywidualizacją.
O wykonaniu takiego programu ikonograficznego w zachodnim chórze katedry zadecydowały istotne w historii Rzeszy aspekty jak lokalność, silne poczucie wartości historycznej i żywy kult dobrodziejów, którzy byli założycielami Naumburga i jego głównej świątyni. Niewątpliwie figury dobrodziejów są plastycznym odzwierciedleniem dokumentu biskupa Dietmara II i nawiązują do rzekomych nagrobków mieszczących się w istniejącej wcześniej kolegiacie Ekkeharda. Duchowieństwo i kapituła kolegiaty, którą wyburzono na rzecz chóru zachodniego katedry potrzebowało rekompensaty i właściwego uhonorowania dawnych dobrodziejów. Chór zachodni stał się swego rodzaju memorium, wyodrębnioną strefą katedry przeznaczoną do specjalnego kultu zmarłych, celebrowano tu pamięć o zmarłych przodkach i dobrodziejach świątyni. Niewykluczone iż podobną funkcję pełnił chór wschodni, gdzie spoczywa biskup Dietmar II. Nie zachowały się dziś figury zdobiące służki; ocalały jedynie ozdobne baldachimy o formach architektonicznych.

#### Witraże
W oknach zachowały się witraże, które poza oknami zachodnim i południowo-zachodnim (wykonane w XIX w.) są datowane na połowę XIII stulecia. Charakteryzują się bogatą dekoracją ornamentalną i roślinną. Pośrodku owalów umieszczono pojedynczo lub parzyście postaci świętych patronów katedry – Piotra i Pawła, kolejnych Apostołów, Męczenników (m.in. Szczepana, Sebastiana, Wawrzyńca, Wincentego, Maurycego), nadto Doktorów Kościoła, Dziewic i innych niewiast (m.in. Katarzynę, Barbarę, Marię Magdalenę, Elżbiety Węgierskiej). W trzech środkowych oknach znajdują się również alegorie czterech cnót kardynalnych, oraz innych cnót m.in. Caritas (miłość), Misericordia (miłosierdzie), Patientia (cierpliwość) etc. Poruszono tu wątek zwycięstwa nad złem, poprzez zestawienie postaci z ich adwersarzami np. u stóp św. Piotra ukazano Szymona Maga, św. Paweł upokarza Nerona, zaś św. Jan Domicjana. Cnoty zestawiono z przywarami (np. Pax i Discordia, Sapientia i Insapientia, Spes i Desperatio) Od strony stylistycznej witraże charakteryzują się ekspresyjnymi układami konturów, zarysów cech fizjonomicznych i kostiumów. Układy fałdów szat są kanciaste, łamane i dynamiczne. Wszystkie te cechy są charakterystyczne dla stylu zygzakowatego związanego z tzw. gotykiem alternatywnym, rozpowszechnionym w zachodniej i środkowej Europie na przełomie XIII-XIV stulecia.

## Zabudowania monasterium kanonickiego

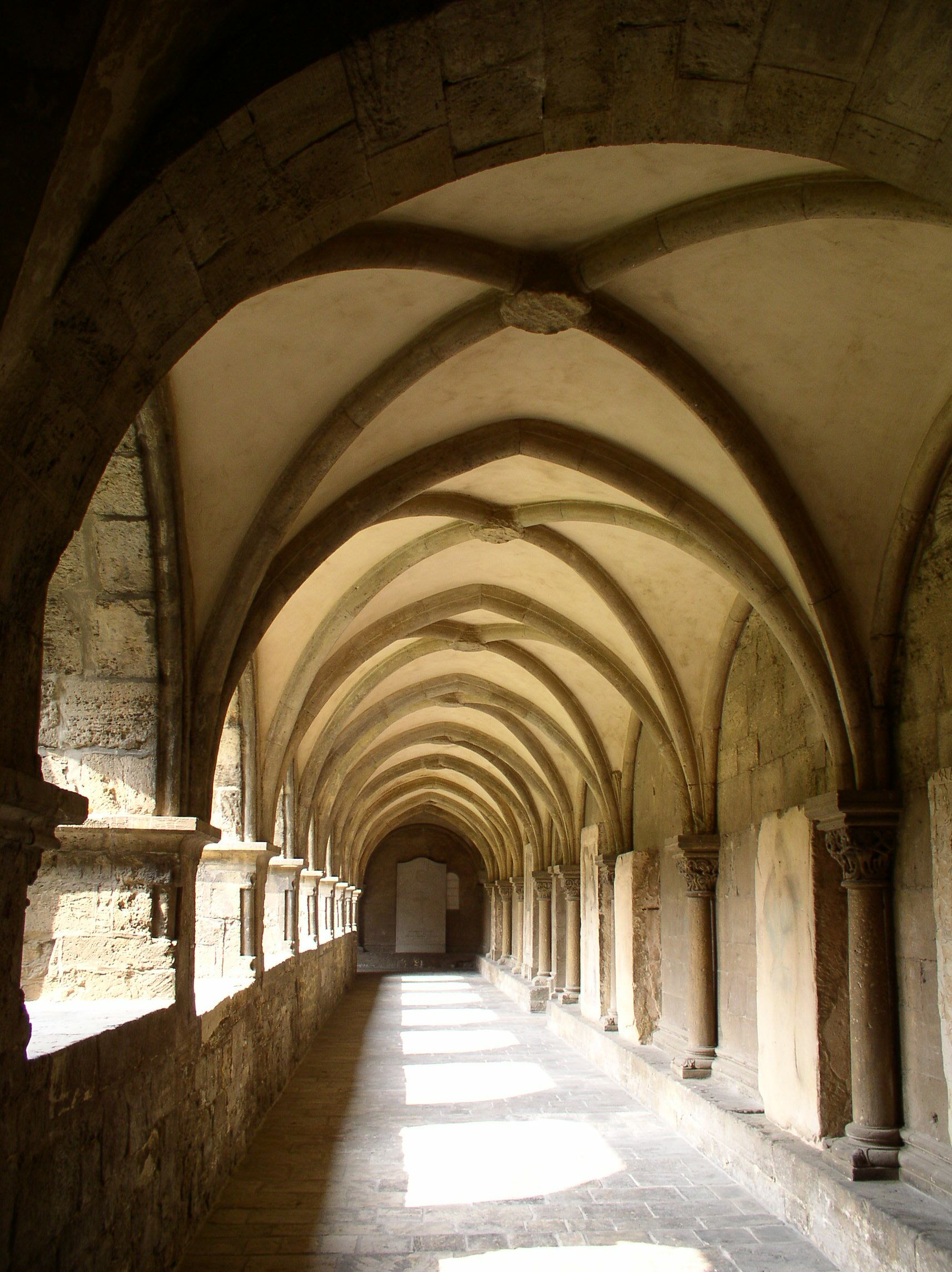
Krużganek

Początkowo zabudowania kanonickie formowano na północ od katedry, istniały one do wyburzenia w XVIII wieku. Zamieszkiwała je kapituła katedralna (późnoromańskie zabudowania po południowej stronie były przeznaczone dla kanoników katedry i duchownych kościoła NMP). Pozostałości zostały odkryte przez archeologów w latach 1961–1965. Z tego okresu zachowało się częściowo przylegające do nawy północnej skrzydło niskiego krużganku nakrytego sklepieniem krzyżowo-kolebkowym o półkoliście zamkniętych arkadach wspartych na niskich filarach. Zachował się także dawny budynek kurii o dwóch kondygnacjach (obecnie budynek przy Domplatz 3), wzniesiony z kamienienia i ciosu, z zachowanymi warstwami późniejszych przekształceń. Podczas budowy katedry późnoromańskiej zabudowania wzniesiono po przeciwległej stronie katedry. W przeciwieństwie do wczesnoromańskich tworzą rozległy kompleks, skupiony wokół nieregularnego wirydarza. Budowa ich trwała fazami do 2 połowy XIV wieku. Podobnie jak w przypadku katedry różnica stylowa podyktowana jest fazami budowy. Część północna (krużganek przylegający do nawy katedry) zachodnia i wschodnia zachowały w znacznej elementy późnoromańskie. W pozostałych częściach przeważają formy gotyckie. Regularny układ krużganku jest przerwany w części południowo-wschodniej. Skrzydło wschodnie zajmuje (w kolejności od strony południowej) kościół NMP, budynek z 1940 roku, kaplica Trzech Króli z dolną kaplicą Św. Mikołaja oraz przedsionek do południowego ramienia transeptu katedry z wejściem głównym.

### Kaplica Trzech Króli
Znajdująca się przy budynku bramnym późnogotycka Kaplica Trzech Króli została wzniesiona w 1416 roku, na miejscu starszej romańskiej z XI wieku. Fundatorem był biskup Gerhard II von Goch (1409–1422). Na zewnątrz znajduje się rzeźbione przedstawienie Pokłonu Trzech Króli, gotyckie z XV w. W przyziemiu mieści się kaplica św. Mikołaja, wzniesiona jako pamiątka dawnej kaplicy prywatnej biskupów naumburskich z XI stulecia. Po pożarze w 1532 kaplicę odbudowano na cele świeckie (magazyn, areszt itd.). W XIX wieku przywrócono jej funkcje sakralne. Podczas badań archeologicznych odkryto pozostałości starszej kaplicy z XI stulecia (fragmenty pn.-zach. naroża), która od strony wschodniej była zamknięta absydą. Obecna późnogotycka nawiązuje do dawnej w układzie przestrzennym (bez półokrągłego zamknięcia) ma dwie kondygnacje i dwa przęsła. Dolna kaplica Św. Mikołaja jest nakryta sklepieniem krzyżowym, górna, gwiaździstym.

### Kościół Najświętszej Marii Panny
Przylegający do południowo-wschodniej części zabudowań zespołu katedralnego kościół Najświętszej Marii Panny pełnił funkcję parafii dla gminy katedralnej. Składa się z prostokątnego, jednonawowego korpusu nawowego, i węższego, dwuprzęsłowego poligonalnie zamkniętego prezbiterium. Zniszczony w 1532, następnie długo był w stanie ruiny. Odbudowany w XIX wieku w celach świeckich, pełnił m.in. funkcję sali gimnastycznej. Prezbiterium datowane jest na rok 1343.

### Muzeum katedralne
W zachodniej części monastarium ulokowane jest Domschatzgewölbe – muzeum skarbca katedralnego, mieszczące m.in. stare dokumenty, rękopisy iluminowane, dzieła rzeźby, malarstwa tablicowego i rzemiosła artystycznego. Spośród dzieł wyróżniają się m.in. zespół gotyckich retabulów ołtarzowych z XV i XVI stuleci, obraz Jakuba Większego i Marii Magdaleny pędzla Lucasa Cranacha Starszego, rzeźby: gotycka Pietà z XIV w. z klasztoru w Pforcie, XIII-wieczna misa z głową Jana Chrzciciela; z dokumentów m.in. obituaria – dokumenty poświęcone zmarłym fundatorom katedry naumburskiej, w których zalecano wiernym do modlitwy za nich.